# Capella Margenat
La Capella de la Família Margenat és un monument funerari protegit com a bé cultural d'interès local del municipi de Reus (Baix Camp) dissenyat per l'arquitecte Lluís Domènech i Montaner i situat al Cementiri de Reus, capella núm. 33, Est.

## Descripció
És una capella funerària de planta sensiblement quadrada de reduïdes dimensions, coberta amb una volta de creueria que reposa en quatre columnes situades als angles, que reposen sobre permòdols decorats amb representacions zoomòrfiques. La part baixa dels murs té un arrimador de marbre de peces quadrangulars de diferents mides, i a la part superior, separada per un fris, mosaics amb petites creus gregues de color grisós sobre fons crema, i franges de motius vegetals. El paviment combina lloses de marbre blanc amb plafons de mosaic romà amb motius florals i un cartell amb el nom de la família. La capella té decoració escultòrica amb motius naturalístics, diferents varietats vegetals i animals, i religiosos, com la representació d'àngels que sostenen les cartel·les dels murs i del tetramorf situat al capitell de la columneta de suport de la taula d'altar. En el mur de la capçalera, damunt de la taula d'altar, s'obre una fornícula emmarcada per un arc de pedra que segueix les línies característiques de l'obra de Domènech, amb un crucifix de marbre sobre un plafó de mosaic romà amb la representació de dos àngels. El paviment combina lloses de marbre blanc amb plafons de mosaic romà que tenen motius florals, i un cartell amb el nom de la família. Les façanes exteriors són sòbries, d'estil semblant a d'altres que hi ha a l'entorn, sense cap indicació de la bellesa del seu interior. Si es compara la Capella Margenat amb altres projectes de Domènech i Montaner, veurem que té similitud amb la cripta funerària del castell de Santa Florentina de Canet de Mar. En les dues obres s'identifica la utilització de pilars o columnes mig embotides a les parets i que no descansen sobre el paviment sinó sobre permòdols.

## Història
No sabem amb certesa la data de construcció, però se situa en 1905, data de la mort prematura de Josep Margenat Fernández, primogènit de Josep Margenat Fàbregas, que l'encarregà per sepultar-hi el fill, data que coincideix amb l'assenyalada a la reixa de tancament. Va ser un encàrrec decoratiu de Josep Margenat pel panteó familiar ja existent.